# Carvana
Carvana é um documentário brasileiro de 2018, dirigido por Lulu Corrêa, que conta a vida e a obra do ator, roteirista e cineasta Hugo Carvana.
O filme foi um dos longa-metragens brasileiros selecionados para a 23ª edição do festival brasileiro É Tudo Verdade, realizado nas cidades de São Paulo e no Rio de Janeiro em 2018.